# ویلهلم اوستوالد
فردریش ویلهلم اوستوالد (به لتونیایی: Vilhelms Ostvalds) (به آلمانی: Friedrich Wilhelm Ostwald) (زادهٔ ۲ سپتامبر ۱۸۵۳، درگذشت ۴ آوریل ۱۹۳۲) شیمیدان، فیلسوف و از ساکنان آلمانی کناره‌های شرقی دریای بالتیک است که در سال ۱۹۰۹ برای کارهایش بر روی کاتالیزور، تعادل‌های شیمیایی و سرعت واکنش، موفق به دریافت جایزهٔ نوبل شیمی شد. از اوستوالد، یاکوبوس هنریکوس وانت‌هوف و سوانته آرنیوس به عنوان پایه‌گذاران تخصص شیمی‌فیزیک یاد می‌شود.

## زندگی

### جوانی
اوستوالد به صورت موروثی به عنوان یک آلمانی-بالتیکی شناخته می‌شود. او در ریگا در خانوادهٔ یک چلیک ساز به دنیا آمد، پدرش گاتفرید اوستوالد (۱۹۰۳–۱۸۲۴) و مادرش الیزابت لوکل (۱۹۰۳–۱۸۲۴) نام داشت. دو برادر دیگر او اگن (۱۹۳۲–۱۸۵۱) و گاتفرید (۱۹۱۸–۱۸۵۵) نام داشتند. او در سال ۱۸۷۵ از دانشگاه تارتو در استونی فارغ‌التحصیل شد و مدرک دکتری خود را نیز در سال ۱۸۷۸ از همان دانشگاه زیر نظر کارل اشمیت گرفت. همچنین اوستوالد از سال ۱۸۷۵ تا ۱۸۸۱ در دانشگاه ترتو و از سال ۱۸۸۱ تا ۱۸۸۷ در پلی‌تکنیک ریگا به تدریس پرداخت.

### کار و تحقیق

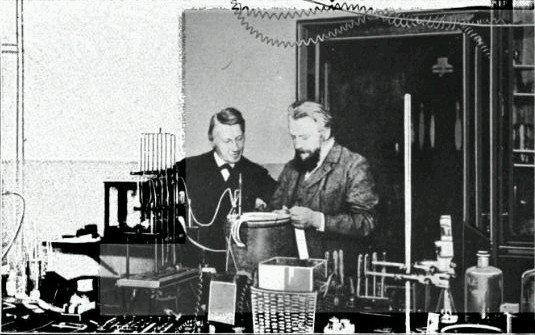
یاکوبوس هنریکوس وانت‌هوف (سمت چپ) و ویلهلم اوستوالد.

اعتبار ویلهلم اوستوالد به دلیل ایجاد فرایند استوالد (ثبت در سال ۱۹۰۲) است. از این فرایند در ساخت اسید نیتریک استفاده می‌شود. البته پایهٔ شیمیایی آن ۶۴ سال پیش توسط کولمن (Kuhlmann) ثبت شده بود. این دست‌آورد در آن دوران فقط از نگاه علمی مورد توجه قرار گرفت و احتمالاً به دلیل نداشتن منابع آمونیاک بود که بیش از آن پیش رفت نکرد. کشف اوستوالد نیز به عنوان یک کشف علمی باقی‌ماند تا اینکه تلاش‌های فریتش هاربر و کارل بوش در زمینهٔ فرایند تثبیت نیتروژن به نتیجه رسید (کامل شده در سال ۱۹۱۱ یا ۱۹۱۳) تا سال ۱۹۰۸ (شش سال پس از ثبت) اوستوالد مشغول گسترش فرایند خود و تجاری کردن آن بود البته در آن دوران شش سال برای کارهای اداری زمان لازم بود تا بتوان برای یک طرح ثبت شده کمک هزینه دریافت کرد.
ترکیب این دو رویداد باعث شد تا طرح او تجاری شود و به تولید انبوه کود و مواد منفجره که در آن دوران به دلیل جنگ جهانی اول به شدت مورد نیاز آلمان بود، برسد. همچنین اوستوالد در زمینهٔ نظریهٔ رقیق سازینیز فعالیت کرد که به کشف قانون رقیق‌سازی که به نام خودش ثبت شده، منجر شد. قانون اوستوالد در رابطه با عملکرد پلی‌مورف‌ها است. گفته می‌شود نخستین بار واژهٔ مول در سال ۱۹۰۰ از سوی اوستوالد به دنیای شیمی معرفی شده‌است. او یک مول را برابر با وزن مولکولی یک ماده بر حسب گرم تعریف کرد، که طبق نظر اوستوالد این مفهوم به گازهای ایدآل مربوط می‌شود.
ویلهلم اوستوالد عضو کمیتهٔ بین‌المللی وزن اتمی نیز بود اما در پی آمد جنگ جهانی اول این عضویت در سال ۱۹۱۷ پایان یافت و پس از جنگ نیز بازگشتی نداشت. کمیته در گزارش هر سالهٔ خود، در سال ۱۹۱۷ از عبارت‌های غیرمعمولی استفاده کرد:
به دلیل جنگ اروپایی‌ها، کمیته با مشکلات به مراتب بزرگتری در زمینهٔ مکاتبات، روبرو شد. در رابطه با این گزارش از عضو آلمانی کمیته، پروفسور اوستوالد هیچ خبری دریافت نشد. احتمالاً سانسور نامه‌ها در آلمان یا در طول مسیر باعث چنین پیش‌آمدی شده‌است.
اوستوالد علاوه بر کار در زمینهٔ شیمی به بسیاری زمینه‌های دیگر نیز علاقه داشت و در آن‌ها کار مفید می‌کرد، میزان نوشته‌هایی که او از خود برجای گذاشته‌است به حدود چهل هزار صفحه می‌رسد که بخش زیادی از آن‌ها در زمینهٔ فلسفه‌است. همچنین او با جنبش صلح برتا فون زوتنر نیز همکاری می‌کرد.
وی در کنار شیمی به نقاشی نیز علاقه داشت، او رنگ‌هایش را خودش درست می‌کرد و در دهه‌های بعدی زندگی خود در زمینهٔ نظریهٔ رنگ‌ها نیز کار کرد او چندین مقاله در این زمینه منتشر کرد که دو مورد از آن‌ها عبارتند از: نامه‌هایی به یک نقاش در سال ۱۹۰۴ (به آلمانی: Malerbriefe) و چاشنی رنگ در سال ۱۹۱۶ (به آلمانی: Die Farbenfibel). کارهای او در زمینهٔ نظریهٔ رنگ‌ها تأثیرگرفته از آلبرت هنری مانسل بود و او نیز به نوبهٔ خود بر پل کله و اعضای د استایل مانند پیت موندریان تأثیر گذاشت. همچنین او به جنبش زبان بین‌المللی نیز علاقه داشت، برای همین نخست، زبان اسپرانتو و بعدها زبان ایدو را فرا گرفت.
همچنین او یکی از سرپرستان مؤسسهٔ دی بروکه (به معنای پُل) (به آلمانی: Die Brücke) نیز بود که بیشتر هزینه‌های این مؤسسه از پول جایزهٔ نوبل اوستوالد تأمین می‌شد.

## زندگی شخصی

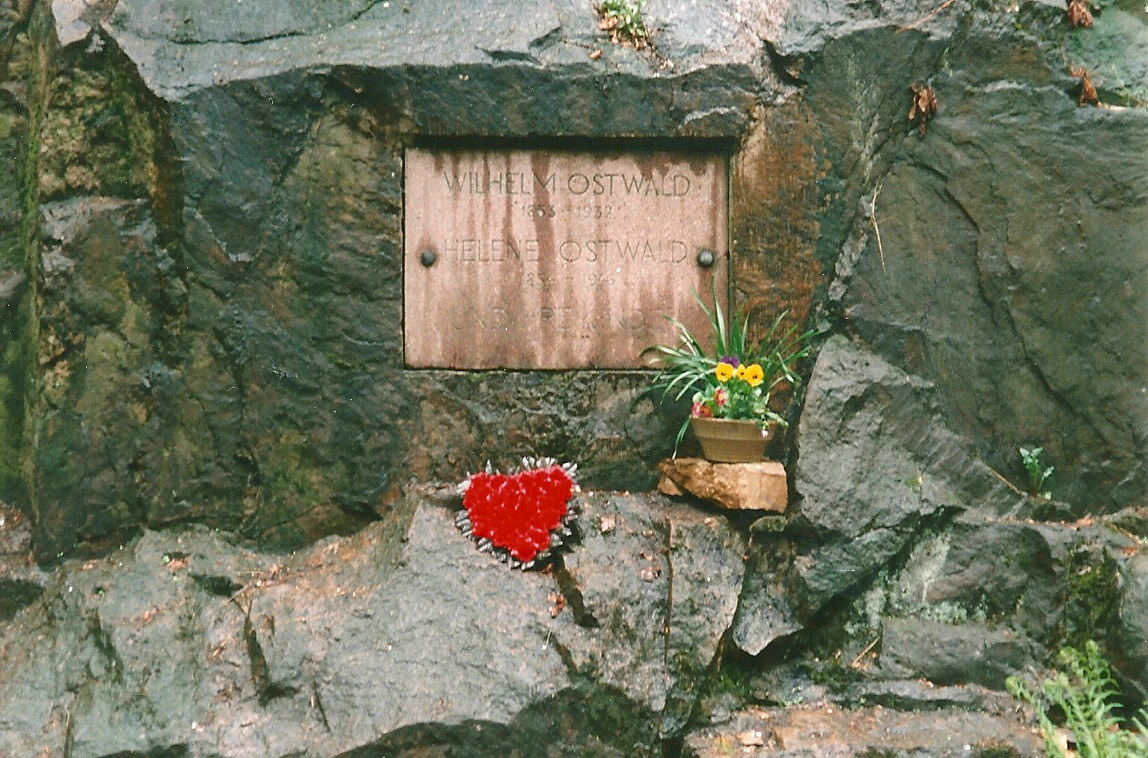

اوستوالد در ۲۴ آوریل ۱۸۸۰ با هلن فون ریهر (۱۹۴۶–۱۸۵۴) ازدواج کرد آن‌ها از این ازدواج صاحب پنج فرزند شدند:
- گرت (زادهٔ ۱۸۸۲، درگذشت ۱۹۶۰ در گروسبوتن، آلمان)
- ولفگنگ (زادهٔ ۱۸۸۳ در ریگا، درگذشت ۱۹۴۳ در درسدن)
- الیزابت (زادهٔ ۱۸۸۴ در ریگا، درگذشت ۱۹۶۸ در گروسبوتن، آلمان)
- والتر (زادهٔ ۱۸۸۶ در ریگا، درگذشت ۱۹۵۸ در فرایبورگ)
- کارل اوتو (زادهٔ ۱۸۹۰ در لایپزیگ، درگذشت ۱۹۵۸ در لایپزیگ)

اوستوالد در سال ۱۸۸۷ به لایپزیگ رفت و تا پایان عمر همان‌جا کار کرد. از شاگردان او می‌توان به آرتور ایماس نویز، جورج بردیگ و پاول والدن اشاره کرد. اوستوالد در ۲۴ آوریل ۱۹۳۲ در بیمارستانی در لایپزیگ درگذشت و در خانهٔ خود در گروسبوتن در نزدیکی لایپزیگ و پس از آن در گورستان بزرگ ریگا به خاک سپرده شد.

## در داستان
جوزف اسکیبل در سال ۲۰۱۰ رمانی با عنوان عشق قابل درمان یا A Curable Romantic نوشت و در آن شخصیت از ویلهلم اوستوالد استفاده کرد.

## آثار منتشر شده
- Ostwald, W. (1900). Grundriss der allgemeinen Chemie. Leipzig: Engelmann.
- Ostwald, W. (1906). Process of manufacturing nitric acid. Patent.
- Ostwald, W. (1909). Energetische Grundlagen der Kulturwissenschaft (1st ed.). Leipzig.
- Couturat, L. (1910). International language and science: Considerations on the introduction of an international language into science. London: Constable and Company Limited. {{cite book}}: Unknown parameter |coauthors= ignored (|author= suggested) (help)
- Ostwald, W. (1917). Grundriss der allgemeinen Chemie (5th ed.). Dresden: Steinkopff.

## یادداشت
1. ↑  John Gage, Color and Culture: Practice and Meaning from Antiquity to Abstraction, Boston, Little, Brown and Co. , 1993; pp. 247– 8, 257– 60.
2. ↑  The Esperanto Movement By Peter Glover Forster
3. ↑  Michael Keeble Buckland (April ۲۰۰۶). Emanuel Goldberg and his knowledge machine: information, invention, and political forces. Greenwood Publishing Group. p. 64. ISBN 978-0-313-31332-5. Retrieved 26 May 2011.